# Anya Rozova
Anna "Anya" Rozova, conosciuta anche come Anya Kop (in russo Анна Розова?; Leningrado, 3 gennaio 1989), è una modella russa naturalizzata statunitense, nota per essere la seconda classificata nella 10ª stagione di America's Next Top Model.

## Biografia
Nata a Leningrado, nell'allora Russia sovietica, all'età di 4 anni venne adottata da una coppia statunitense e si trasferì ad Honolulu dove è poi cresciuta. Si è diplomata alla Waipahu High School della città.

### Carriera
A 17 anni ha collaborato con Louis Vuitton, è apparsa in diversi show per Chanel, Jeanie Chun, Fendi e in un servizio fotografico su Vogue. Durante America's Next Top Model, Anya ha ricevuto molti complimenti da parte dei giudici sia per la personalità che per l'estetica, e non è mai andata al ballottaggio, ma ha perso la finale contro Whitney Thompson. Dopo lo show, Anya ha firmato un contratto con la Elite Model Management di New York. Attualmente lavora con la Wilhelmina Models. È apparsa sulla copertina di un giornale infrasettimanale hawaiano il 30 aprile 2008, e sulla copertina di «Swimsuit Edition» nel giugno dello stesso anno.
Anya è apparsa in diverse pubblicazioni ad Hong Kong, tra cui Elle, Marie Claire e Vogue. Ha lavorato con Christian Dior, Versace e ha partecipato alla settimana della moda di Hong Kong.
Nel marzo 2009, Anya è apparsa sul canale britannico Fashion TV in qualità di modella. Nell'agosto dello stesso anno, ha partecipato a Project Runway All Stars come modella per la collezione della concorrente Kathleen "Sweet P" Vaughn.